# São Bento do Tocantins
São Bento do Tocantins este un oraș în Tocantins (TO), Brazilia.